# Universidad de las Ciencias Informáticas
La Universidad de las Ciencias Informáticas (UCI), también conocida como la UCI, es un centro universitario de investigación cubano ubicado en el barrio de Wajay, municipio de Boyeros, La Habana .[cita requerida]

## Historia
La universidad se crea como un proyecto de la Revolución Cubana denominado como “Proyecto Futuro” que tiene dos objetivos: informatizar el país y desarrollar la industria del software informático para contribuir al desarrollo económico del mismo. Es la primera universidad cubana que se establece bajo los propósitos de la denominada Batalla de Ideas que estaba ocurriendo en el 2002. 

## Formación
La UCI tiene un currículo muy particular entre las otras universidades del país. Ya que los estudiantes siguen el principio de vincular el trabajo y el estudio a su desarrollo educativo, lo que garantiza un énfasis en la producción como parte del proceso de aprendizaje. A partir del segundo o tercer año de la carrera los estudiantes pueden vincularse a proyectos productivos que aportan ya directamente a la economía digital.
La universidad ofrece los siguientes cursos:
- Ingeniería en Ciencias Informáticas
- Ingeniería en Bioinformática
- Ingeniería en Ciberseguridad

Otras actividades que complementan el currículo de formación para dar espacio a la investigación e innovación y al desarrollo de habilidades en el uso de la tecnología. La UCI cuenta con una tecnología informática avanzada y es uno de los principales centros de investigación y de desarrollo de software en Cuba. Los estudiantes han desarrollado programas y videojuegos para varias plataformas como Picta, Coliseum y Nova droid.

## Nova
Nova es una distribución del núcleo Linux que está constantemente siendo desarrollada por los estudiantes y los profesores de la Universidad de las Ciencias Informáticas, tiene la participación de estudiantes y profesores de otras instituciones del país para apoyar la actual migración al Software Libre en Cuba como parte de la informatización de la sociedad cubana.

## Galería
|  |
|  |

|  |
|  |

|  |
|  |

## enlaces externos
- Página web oficial
- Sitio web oficial del proyecto Nova GNU/Linux
- HumanOS: comunidad de software libre y de código abierto Archivado el 9 de agosto de 2015 en Wayback Machine.

- Datos: Q1535007
- Multimedia: Universidad de las Ciencias Informaticas / Q1535007